# Ordem de Nakhimov
A Ordem de Nakhimov (em russo: Орден Нахимова, tr. Orden Nakhimova) foi uma condecoração militar da União Soviética nomeada em honra do almirante Pavel Nakhimov (1802─1855) juntamente com a Ordem de Ushakov. A ordem foi estabelecida durante a Grande Guerra Patriótica por Decreto do Presidium do Soviete Supremo da URSS em 3 de março de 1944, simultaneamente com a Ordem de Ushakov.

## História
O projeto inicial da ordem foi adicionalmente adornado com grandes rubis por sugestão pessoal de Josef Stalin, tornando-a uma das condecorações mais valiosas da URSS.  
As primeiras concessões da Ordem de Nakhimov não foram feitas por decreto do Presidium do Soviete Supremo da URSS, mas sim por ordem do comandante da frota, o que gerou diversas inconsistências nos registros históricos.  
O primeiro agraciado com a Ordem de Nakhimov de 1ª classe foi o chefe da defesa costeira da Frota do Mar Negro, tenente-general Pyotr Morgunov, por meio do decreto do Presidium do Soviete Supremo da URSS de 16 de maio de 1944. No entanto, a insígnia de número 1 foi concedida ao comandante da brigada de navios de escolta da Frota do Báltico, o contra-almirante Nikolai Feldman.  
O capitão de 1ª classe G. N. Slizsky recebeu a Ordem de Nakhimov de 2ª classe com o número 1 no verão de 1944. No entanto, o primeiro agraciado com essa classe da ordem foi o tenente júnior N. I. Vasin, piloto do 46.º Regimento de Aviação de Assalto da Frota do Norte. Ele foi condecorado por ordem do comandante da Frota do Norte em 5 de abril de 1944, mas faleceu em combate em 16 de maio de 1944 antes de receber a medalha.  
Entre os primeiros agraciados com essa condecoração estavam:  
- O comandante da Frota do Mar Negro, almirante Filipp Oktyabrsky (decreto de 25 de setembro de 1944)
- O comandante da Frota do Norte, almirante Arseniy Golovko, e o almirante Vasily Platonov (decreto de 2 de novembro de 1944)
- O almirante Vladimir Andreev, vice-almirante Ivan Eliseev, almirante Nikolai Isachenkov, almirante Stepan Kucherov, tenente-general Nikolai Malyshev, vice-almirante Alexander Orlov, coronel-general Ivan Rogov, vice-almirante Alexander Frolov e outros (decreto de 5 de novembro de 1944).[1]

A Ordem de Nakhimov de 1ª classe foi concedida a unidades e formações da Marinha, incluindo a Flotilha Militar do Danúbio, a 1.ª Brigada de Torpedeiros de Sebastopol da Frota do Mar Negro, a 1.ª Brigada de Torpedeiros da Frota do Báltico e o 51.º Regimento de Aviação de Minagem e Torpedos de Tallinn da Frota do Báltico.  
O único caso de concessão da ordem em tempos de paz ocorreu em 4 de novembro de 1981. Em reconhecimento à preparação e execução bem-sucedida do exercício operacional-estratégico "Zapad-81", foram agraciados os almirantes Nikolai Amelko e Ivan M. Kapitanets, bem como os contra-almirantes Georgy Avraamov e Eduard  Semenkov.  
No total, a Ordem de Nakhimov de 1ª classe foi concedida 82 vezes, sendo 77 a oficiais e 5 a unidades militares. Já a Ordem de Nakhimov de 2ª classe foi concedida 469 vezes.

## Estatuto

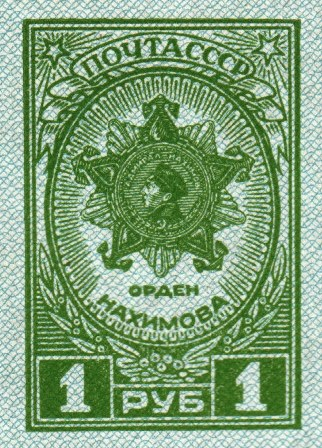
Selo postal da URSS de 1945

A Ordem de Nakhimov é concedida a oficiais da Marinha por conquistas excepcionais no planejamento, condução e suporte de operações navais, resultando na defesa bem-sucedida contra ataques inimigos ou no sucesso de operações ofensivas da frota, causando grandes perdas ao inimigo e preservando as forças navais próprias.
A concessão da Ordem de Nakhimov é feita por decreto do Presidium do Soviete Supremo da URSS. A ordem possui duas classes: 1ª e 2ª classe, sendo a 1ª classe a mais alta distinção.
A Ordem de Nakhimov de 1ª classe é concedida a oficiais da Marinha pelos seguintes feitos:
- Planejamento e execução magistral de uma operação envolvendo todas as forças da frota em uma posição defensiva, resultando na derrota e perseguição das forças navais inimigas, mesmo em inferioridade numérica;
- Organização eficiente e liderança corajosa de unidades e formações navais em combate, levando à destruição significativa das forças inimigas, ao fracasso dos seus objetivos e à preservação da capacidade de combate das próprias unidades;
- Execução bem-sucedida de uma operação de defesa contra desembarque anfíbio, causando grandes perdas ao inimigo e impedindo sua tentativa de invasão;
- Condução eficaz de ações ofensivas que garantem operações da frota no mar, proteção de rotas de comunicação e defesa de bases e do litoral;
- Coordenação de operações de apoio ao flanco do Exército Vermelho, incluindo ações ofensivas da frota e desembarques navais na costa inimiga;
- Gerenciamento eficiente do suporte logístico e operacional de ações navais que resultaram em grandes vitórias militares.

Ordem de Nakhimov de 2ª classe é concedida a oficiais da Marinha pelos seguintes feitos:
- Liderança hábil e audaciosa na defesa de rotas marítimas, bases e litoral, resultando na destruição de forças inimigas significativas e na frustração dos seus objetivos;
- Organização e execução bem-sucedida de operações de minagem nas águas inimigas, garantindo o sucesso das operações da frota ou a destruição de navios valiosos do adversário;
- Coordenação e condução eficaz de operações de varredura de minas nas águas inimigas, possibilitando ações ofensivas da frota;
- Cumprimento bem-sucedido de missões de combate com bravura pessoal, levando à destruição de navios e instalações estratégicas inimigas;
- Liderança competente no comando de subordinados em combate, resultando na vitória sobre forças numericamente superiores e na preservação da capacidade de combate do próprio navio, unidade ou destacamento;
- Apoio logístico e operacional eficiente a operações militares que levaram a grandes sucessos estratégicos.

A Ordem de Nakhimov de 1ª e 2ª classe é usada no lado direito do peito, posicionada após a Ordem de Kutuzov da respectiva classe.

## Descrição
A Ordem de Nakhimov é uma das condecorações mais raras da União Soviética. Apenas algumas peças são encontradas em coleções privadas, enquanto a maior parte está preservada em museus ou em posse de colecionadores fora da antiga URSS, principalmente nos Estados Unidos e na Europa Ocidental.

### Ordem de 1ª classe
A medalha da 1ª classe possui uma estrutura complexa composta por várias partes. A primeira delas é uma estrela radiante de cinco pontas, feita de ouro. Sobre essa base dourada, há uma estrela prateada de cinco pontas, cujos raios são representados por âncoras. Os raios da estrela dourada aparecem entre os espaços da estrela prateada.
No centro da medalha, há um medalhão circular de ouro esmaltado, sobre o qual está aplicado um perfil dourado do almirante Nakhimov. Além disso, cinco rubis estão embutidos nos raios da estrela prateada, compondo um dos detalhes mais característicos da condecoração.
O verso da medalha apresenta um pino roscado de prata, que é soldado à estrela prateada. Na base do pino, há uma pequena porca sextavada, que mantém as partes dourada e prateada unidas. A estrela dourada interna possui um orifício circular, reforçado por três pontes douradas, localizadas nas posições de 12h, 4h e 8h. Essas pontes convergem no centro do verso, na área do pino de fixação. A medalha é presa ao uniforme por meio de uma porca de pressão de 33 mm de diâmetro.
O carimbo "Монетный двор" (Casa da Moeda) está estampado em uma única linha com letras gravadas e fica localizado no topo da estrela dourada, na posição de 12 horas. O número de série, gravado manualmente, pode ser encontrado na parte inferior da estrela dourada, na posição de 6 horas.
Os números de série conhecidos da Ordem de Nakhimov de 1ª classe variam entre 4 e 106, tornando-a extremamente rara.

### Ordem de 2ª classe
A Insígnia da 2ª classe é feita inteiramente de prata. Diferente da versão de 1ª classe, no lugar dos rubis, foram utilizadas aplicações de esmalte quente nos raios da estrela.
O distintivo da condecoração é composto por duas partes. A primeira parte é uma estrela prateada de dez pontas, que serve como base da medalha. Sobre ela, está fixado um medalhão circular com o perfil de Nakhimov, que é soldado diretamente na estrela.
O verso da medalha é liso e levemente côncavo, sem a presença de rebites. No centro, há um pino roscado de prata soldado à peça. O carimbo "Монетный двор" está gravado em duas linhas, logo abaixo do pino. Já o número de série, também gravado manualmente, está localizado na parte inferior da estrela, na posição de 6 horas.
De acordo com as variações no estilo do carimbo, existem duas versões diferentes da Ordem de Nakhimov de 2ª classe.
| 1ª classe | 2ª classe |
| --------- | --------- |
|           |           |

## Ordem na Federação Russa
Junto com algumas outras condecorações, a Ordem de Nakhimov foi mantida no sistema de premiações da Federação Russa pelo Decreto do Soviete Supremo da Federação Russa de 20 de março de 1992, nº 2557-I. No entanto, até 2010, não possuía estatuto nem descrição oficial como uma condecoração russa. A primeira premiação ocorreu em 2012.